# Popovka
La Popovka (in russo Поповка?) è un fiume della Siberia Orientale, affluente di sinistra della Kolyma. Scorre nella Sacha (Jacuzia) e nell'oblast' di Magadan.
Il fiume ha origine dagli speroni orientali dei monti Poljarnyj (Полярный хребет). Scorre principalmente in direzione nord in un'ampia valle. Sfocia nella Kolyma a una distanza di 1 058 chilometri dalla foce. La sua lunghezza è di 356 km, l'area del bacino è di 8 350 km².
Il suo maggior affluente (da sinistra) è il Belaja Noč' (lungo 176 km).